# Albert W. Tucker
Albert W. Tucker   (Oshawa, 28 de novembre de 1905 - Hightstown, 25 de gener de 1995) va ser un matemàtic canadenc, professor de la universitat de Princeton, conegut per amics, familiars i estudiants com Al Tucker.

## Vida i Obra
Tucker va viure la infantesa a diferents poblacions de la riva nord del llac Erie. El 1924 es va matricular a la universitat de Toronto, en la qual es va graduar en física i matemàtiques el 1928 i va obtenir el màster el 1929. El 1929 va anar a la universitat de Princeton on es va doctorar el 1932, defensant una tesi de topologia sota la direcció de Solomon Lefschetz. Després d'un curs fent estudis post-doctorals a Cambridge, Harvard i Chicago a,n una beca de National Research Council, el 1934 es va incorporar com professor a la universitat de Princeton, on va fer tota la seva acarrera acadèmica fins a la seva jubilació el 1974 per convertir-se em professor emèrit. Tot i així, va ser professor visitant de diferents universitats americanes, europees i australianes.
Com deixeble de Lefschetz, els seus interessos de recerca van ser, inicialment, per la topologia; però durant la Segona Guerra Mundial va col·laborar amb l'Oficina de Recerca Naval en temes de matemàtica aplicada i aquesta col·laboració va continuar després, sobre tot quan el 1948 va iniciar un projecte de recerca sobre els fonaments matemàtics de la programació lineal. Seguint la conjectura de John von Neumann que els problemes de programació lineal son equivalents als jocs de suma nul·la amb dos jugadors, també es va interessar per la teoria de jocs. El 1950, amb la demostració del teorema de Kuhn-Tucker, va encetar un nou camp de recerca: el de la programació no lineal. Aquest mateix any, en un seminari a la universitat Stanford, Tucker va presentar la versió clàssica d'un problema senzill de teoria de jocs: el dilema del presoner. Aquest interès pels jocs no-cooperatius el va portar a dirigir la tesi (1950) del famós matemàtic John Nash, qui, anys després, obtindria el Premi Nobel d’Economia (1994) per aquest treball.